# أليكس فيرغسون (لاعب كرة قدم)
أليكس فيرغسون (بالإنجليزية: Alex Ferguson)‏ (5 أغسطس 1903 في المملكة المتحدة - 23 نوفمبر 1974 في المملكة المتحدة) هو مدرب كرة قدم ولاعب كرة قدم بريطاني (وحمل سابقاً جنسية المملكة المتحدة لبريطانيا العظمى وأيرلندا) في مركز حراسة المرمى. لعب مع سوانزي سيتي وسويندون تاون ونادي بريستول سيتي ونادي بوري ونادي غيلينغهام ونيوبورت كونتي وWigan Borough F.C. ‏.

## وصلات خارجية
- أليكس فيرغسون على موقع قاعدة بيانات كرة القدم.إي يو (الإنجليزية)